# Darwinia (romance)
Darwinia é um romance de história alternativa e ficção científica escrito por Robert Charles Wilson em 1998. Ganhou o Prix Aurora Awards por melhor formato longo em 1999 e foi indicado ao Prémio Hugo por melhor novela, no mesmo ano. 
Darwinia foi escrito aos poucos, em Vancouver, Whitehorse (Yukon) e Toronto. 

## Sinopse
Em 1912, a História, tal como a conhecemos, foi mudada por um evento chamado "Milagre" onde de um momento para o outro a Europa e partes da Asia e África desaparecem misteriosamente sendo substituídos por uma estranha terra de monstros antediluvianos e florestas infernais conhecidas por Darwinia. Para uns, o Milagre é um acto de retribuição divina; para outros, a oportunidade de formar um novo império. 
O livro descreve a vida de Guilford Law, um rapaz de catorze anos, que testemunhou o Milagre na forma de estranhas luzes no céu sobre o oceano. Anos depois abandona a América, governada por fundamentalistas religiosos, determinado a viajar para Darwinia e explorar os seus mistérios. Junta-se a uma expedição como fotógrafo que sobe o Rio Reno e penetra finalmente nas profundezas ocultas do continente. Mas o que Guilford vai descobrir está muito para lá do que poderia imaginar. O que começa como uma aventura e se transforma numa luta pela sobrevivência, termina com a derradeira revelação do destino da Humanidade no Universo. 

## Ligações Externas
- Darwinia, base de dados do lançamento no Internet Speculative Fiction Database (em inglês)